# القلب صياد وحيد
القلب صياد وحيد (1940) هي الرواية الأولى للكاتبة الأمريكية كارسون ماكولرز، التي كانت في الثالثة والعشرين من عمرها عند نشرها. تدور أحداثها حول رجل أصم يدعى جون سينغر والناس الذين يصادفهم في بلدة صناعية تابعة لولاية جورجيا الأمريكية في ثلاثينيات القرن العشرين.
كتب أ. س. نولز الابن، صاحب كتاب «ست بتلات برونزية واثنتان حمراوان: كارسون ماكولرز في الأربعينيات»، يقول إن الكتاب «يبدو وكأنه يصور الحساسية الشاملة [للكاتبة] أكثر مما هو الأعمال الأخرى». وكتب فريدريك إ. كاربنتر في ذي إنجلش جورنال يقول إن الرواية «بشكل أساسي [...] وصفت كفاح جميع الوحيدين للتصالح مع عالمهم، والانتماء إلى مجتمعهم، والعثور على الحب الإنساني. بصيغة مختصرة، كفاحهم للنضوج».
صدرت الرواية بالعربية بترجمة عزة حسون عن دار المدى في عام 2019، وكانت قد صدرت سابقًا عن دار الفكر العربي في عام 1998.

## العنوان
العنوان مستمد من قصيدة «الصياد الوحيد» للشاعر السكوتلندي ويليام شارب، الذي كان يستخدم اسمًا مستعارًا هو «فيونا ماكليود». ويقول فيها: «في أعماق قلب الصيف، ما زالت الحياة عذبة بالنسبة إلي / لكن قلبي صياد وحيد يصطاد على تل موحش».

## الحبكة
يسلط الكتاب الضوء في بدايته على علاقة بين صديقين مقربين، هما جون سينغر وسبيروس أنتونابولوس. يرد وصف الاثنين على أنهما أصمان أبكمان عاشا معًا لعدة سنوات. يصاب أنتونابولوس بمرض نفسي ويضطرب سلوكه، ورغم مساعي سينغر في التدخل، يوضع صديقه نهاية المطاف في مصحة عقلية بعيدة عن البلدة. وإذ بات وحيدًا، ينتقل سينغر إلى غرفة جديدة.
يتركز ما تبقى من السرد حول كفاح أربعة من معارف جون سينغر: ميك كيلي، وهي فتاة مسترجلة تحب الموسيقى وتحلم بشراء بيانو؛ وجيك بلونت، وهو محرض ثورة عمالية ومدمن على الكحول؛ وبيف برانون، مالك مطعم يقظ؛ والدكتور بينيديكت مادي كوبلاند، طبيب أسود البشرة ينتهج المثالية.
كتبت أليس هاملتون في مجلة دالهوزي ريفيو تقول إن وجود هذا العدد من الصم في القصة «إن أخِذ بشكله الحرفي [...] يشد روابط السذاجة».
وكتب كاربنتر أن النهاية تُظهر «الإحباط»، تتجلى في التعليقات التي يدلي بيف برانون بها وتصريحات أدولف هتلر عبر المذياع.

## الخلفية
كانت ماكولرز قد أطلقت مجلة ذات توجه سياسي وعبرت عن احتمالية تحولها إلى ناشطة في السياسة.

## التحليل
وصفت نانسي ب. ريتش الرواية بأنها «حكاية رمزية تسخر من الفاشية»، وتحدثت ريتش عن «احتمالية أن تكون السياسة عاملًا محفزًا» في تأليف الرواية، غير أن «النقاد لم يأخذوا تصريحها على محمل الجد».

## التلقي
حين نُشرت الرواية عام 1940، شكّلت ظاهرة أدبية وتمتعت بتصدر سريع لقوائم الكتب الأكثر مبيعًا؛ وكانت الأولى في سلسلة من أعمال كتبتها ماكولرز ومنحت فيها صوتًا للمنبوذين والمنسيين والمضطهدين أو المُساء إليهم.
وضعت دمغة نشر موديرن لايبراري الروايةَ في المرتبة السابعة عشرة ضمن قائمتها لأفضل مئة رواية باللغة الإنجليزية في القرن العشرين. وأوردتها مجلة تايم في قائمتها لأفضل مئة رواية باللغة الإنجليزية من عام 1923 إلى عام 2005. وفي عام 2004، اختيرت الرواية لنادي أوبرا للقراءة.

## تحويلها إلى أشكال فنية أخرى
صدر فيلم سينمائي قائم على الرواية في عام 1968، من بطولة ألان آركين وسوندرا لوك وسيسلي تايسون.
وتبناها عرض مسرحي افتُتح في 30 مارس 2005، على خشبة مسرح ألاينس ثياتر في أتلانتا، جورجيا. واستمر العرض حتى 24 أبريل من العام نفسه، ثم انتقل في جولة. كانت المسرحية عرضًا لألاينس ثياتر أنجِز بالتعاون مع شركة آكتينغ كومباني المسرحية في نيويورك. المسرحية من كتابة ريبيكا جيلمان وإخراج دوغ هيوز.
جعل الرسام البريطاني جو سيمبسون كتابَ ماكولرز الثيمة الرئيسية للوحته التي أنجزها عام 2014 وأطلق عليها العنوان نفسه، القلب صياد وحيد. تُظهر اللوحة شخصيتين تقرأ كل منهما كتابًا في مترو أنفاق لندن؛ وهي واحدة من سلسلة لوحاته المستمرة، التي تحمل عنوان «لندن».
وحُولت الرواية أيضًا إلى عمل درامي إذاعي بُث في جزأين على راديو بي بي سي 4 في يومَي 15 و22 مارس 2020.